# Discursos Edificantes em Diversos Espíritos
Discursos Edificantes em Diversos Espíritos (Dinamarquês: Opbyggelige Taler i forskjellig Aand) é uma das primeiras obras da segunda fase de Søren Kierkegaard como autor. Foi publicada a 13 de março de 1847.
O livro é composto por três partes:
- Pureza do coração é querer uma coisa
- O que aprendemos dos lírios do campo e das aves do céu
- Evangelho dos sofrimentos

Nesta obra, Kierkegaard discute diversos aspectos do viver. Na primeira parte, Kiekegaard escreve sobre o conceito de "mente dividida" (também expresso como "espírito vacilante", "ânimo dobre" ou "duplo ânimo") e sobre a integridade ética, deixando ao leitor a tarefa de descobrir as pistas para a natureza do bem. Na segunda parte, discute sobre como podemos descobrir a alegria de sermos um ser humano se nos focarmos nas aves e nos lírios, em silêncio. Na terceira parte, Kierkegaard argumenta que o sofrimento é uma parte integral do cristianismo do Novo Testamento.